# Јован (сликар из Топлице)
Јован (XVI век) био је српски сликар и иконописац који је стварао на подручју данашње Топлице и Македоније.

## Биографија
Јован се 1534/1535 потписао на грчком језику у цркви Светог Николе у Топличком манастиру. Јован је сматран за помоћника сликара Димитра из Леунова. Јован је сликао фреске наоса (1534-1537), престоне иконе и композицију Чин иконостаса (1542/1543) за ктитора кир Димитрија Пепића, кнеза кратовског, која се данас налази у Заводу за заштиту споменика и музеју у Битољу. Јован је насликао и композицији Чин за иконостас цркве Светог Николе у селу Зрзе (1534/1535). Јован је припадао уметничком кругу сликара Онуфрија, свештеника из Берата, који је тих година сликао фреске у цркви манастира Преображења и у цркви Светог Николе у селу Зрзе. Јован је био склон монументалности и често је копирао стари живопис и орнаментику из 14. века. 